# Széchenyi Irodalmi és Művészeti Akadémia
A Széchenyi Irodalmi és Művészeti Akadémiát (SZIMA) a Magyar Tudományos Akadémia alapította 1992-ben az 1949-től kizárt területek – az irodalom és a művészetek – jeles képviselői számára. A Széchenyi Akadémia az MTA társult intézménye, amely rehabilitációs folyamat során jött létre. Külön alapszabállyal rendelkező, önálló szervezet, tisztségviselőit közgyűlése önállóan választja meg. Költségvetése azonban az MTA költségvetésének része. Tagjai javadalmazást nem kapnak, tagdíjat nem fizetnek.

## Szervezete
A művészetek képviselői ott voltak a Magyar Tudós Társaság első ülésén is, sőt az intézmény létrehozásának egyik központi gondolata a magyar nyelv ápolása, gondozása volt. Az akadémia munkájában kezdettől fogva tevékenyen részt vettek a különböző művészeti ágak képviselői. Arany János például az MTA főtitkára volt tizennégy évig, Kodály Zoltán pedig három évig volt a testület elnöke. Ezután azonban – a politika megváltozása miatt – 1949-ben megszüntették a széptudományi alosztályt, az írók és a művészek kikerültek az akadémiából.
A Magyar Tudományos Akadémia rendszerváltás-kori elnöke, Kosáry Domokos így írt az irodalom és a művészetek újbóli befogadásának szükségességéről: „Sokat gondolkodtam azon, hogy miként lehetne Széchenyi hagyományaihoz visszatérve, újra helyet adni az irodalomnak és a művészetnek az Akadémián, de anélkül, hogy a tudomány és művészet eltérő funkciói keverednének, egymást zavarnák. Végül arra jutottam, hogy a Magyar Tudományos Akadémia nagy keretén belül, de önálló társult egységként lehetne létrehozni egy olyan Széchenyi Irodalmi Művészeti Akadémiát, amely autonóm módon, saját elvei szerint működik, maga választja vezetőségét és – adott szerény létszámon belül – tagjait… Ez a megoldás lehetővé tenné, hogy a tudományok és művészetek – nemcsak az irodalom – a maguk módján, de végső fokon mégis együttes erővel segítsék elő e közös célt: művelődésünk nemzetközileg is elismert, maga szintjének biztosítását.”
A testület tagjai az irodalom kitűnőségein kívül képzőművészek, építészek, iparművészek, filmesek, fotósok, művészettörténészek és zeneszerzők. Az akadémiának egyszerre negyvennyolc hetvenedik életévét be nem töltött tagja lehet. Aki elmúlt hetvenéves, továbbra is teljes jogú tag marad, de helyére új tag választható. A társadalmi szervezetként működő, de a köztestületi státus elnyeréséért tevékenykedő akadémia célja, hogy tagjai személyes megbecsülésén túl a magyar kultúra értékőrző, mértékadó közösségévé váljon.
A Széchenyi Irodalmi és Művészeti Akadémia Miskolci Területi Csoportja 2000 júniusában alakult meg.
2011. április 20-án a SZIMA elnöke, Dobszay László és ügyvezető elnöke, Ferencz Győző lemondott, mivel méltánytalannak tartotta, hogy az „ellen-akadémia”, a Makovecz Imre nevéhez is kötődő Magyar Művészeti Akadémia nevesítve bekerült az új Alkotmányba.
Később Makk Károly filmrendező lett a szervezet elnöke, akinek halála után a 2017. november 27-ei közgyűlés Maurer Dórát választotta elnöknek, az ügyvezető elnök Ferencz Győző maradt.
A Széchenyi Irodalmi és Művészeti Akadémia 2018. november 26-ai éves, rendes közgyűlésén új tagsági formát (címzetes tagság) hozott létre a szellemi élet olyan kiemelkedő személyiségeinek, akik nem, vagy nem elsősorban alkotóművészek, ezért az alapszabály értelmében nem lehetnek rendes vagy tiszteleti tagok.